# Štěpán Žilka

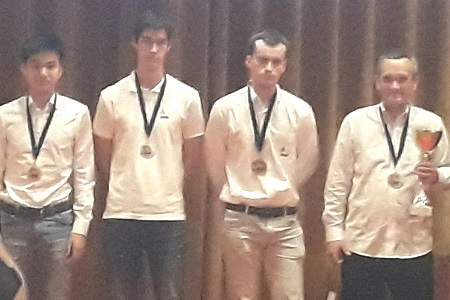
Vizemeister, Mitropapokal 2019

Štěpán Žilka (* 11. November 1988 in Litovel) ist ein tschechischer Schachgroßmeister.

## Schach
Žilka wurde 2007 von der FIDE der Titel des Internationalen Meisters zugesprochen, die erforderlichen Normen erreichte er im April 2007 beim Radegast-Cup in Frýdek-Místek, im Juli 2007 beim Tespo Engineering in Brünn und im August 2007 bei einem Turnier in Mladá Boleslav. 2014 folgte die Ernennung zum Großmeister, die erforderlichen Normen erfüllte Žilka im August 2011 bei einem Großmeisterturnier in Olmütz sowie in den Saisons 2012/13 und 2013/14 der Staffel Ost der 2. österreichischen Bundesliga.

### Erfolge
Im Jahre 2009 konnte er das Turnier Olomuc Chess Summer (C-Turnier) für sich entscheiden und ließ dabei unter anderem Konstantin Tschernyschow hinter sich.

### Nationalmannschaft
2008, 2010–2011, 2013–2014 und 2016–2017 nahm er mit der tschechischen Mannschaft am Mitropapokal teil, konnte ihn 2016 gewinnen und erhielt 2017 eine Goldmedaille am vierten Brett. 2019 wurde er mit seinem Team Vizemeister beim Mitropapokal in Radenci.

### Vereine
In der tschechischen Extraliga spielte Žilka in den Saisons 2002/03, 2007/08, 2010/11 und 2011/12 für TJ Tatran Litovel, in der Saison 2006/07 für A64 Valoz Grygov, in der Saison 2008/09 für BŠŠ Frýdek-Místek; seit 2012 spielt er für den 1. Novoborský ŠK, mit dem er 2013, 2014, 2015, 2016, 2017 und 2018 tschechischer Mannschaftsmeister wurde. In der slowakischen Extraliga spielte Žilka in der Saison 2007/08 für den ŠK Zentiva Hlohovec, seit 2018 spielt er für den ŠK Prakovce. In der deutschen Bundesliga spielte er in der Saison 2017/18 für die SF Deizisau, in der österreichischen Bundesliga in der Saison 2016/17 für Blackburne Nickelsdorf und in der polnischen Ekstraliga 2020 für Wieża Pęgów.